# ゾフィー・コーナー
ゾフィー・コーナー（Sophie Koner 、結婚前の姓: Schäffer、1855年7月13日 - 1929年6月1日 ) はドイツの画家である。肖像画家、マックス・コーナーの弟子であり、後に結婚した。子供の肖像画を得意とした。

## 略歴
ロンドンで生まれ、パリで、人物画を得意とするカロリュス＝デュランに学んだ。ベルリンに移り、人気のある肖像画家になっていたマックス・コーナーの指導を受けるようになり、2人は親しくなり1886年に結婚した。1888年には夫に勧められて、ベルリン美術アカデミーの展覧会に作品を出展し、1893年から1920年の間、ベルリンの展覧会に出展を続け、1896年にベルリンの展覧会で金賞を受賞した。また夫の助手として、多くの注文を受けていた夫の肖像画の製作を手伝った。
1900年に夫が亡くなった後は、風景画を描くこともあったが子供の肖像画を多く描いた。

## 作品

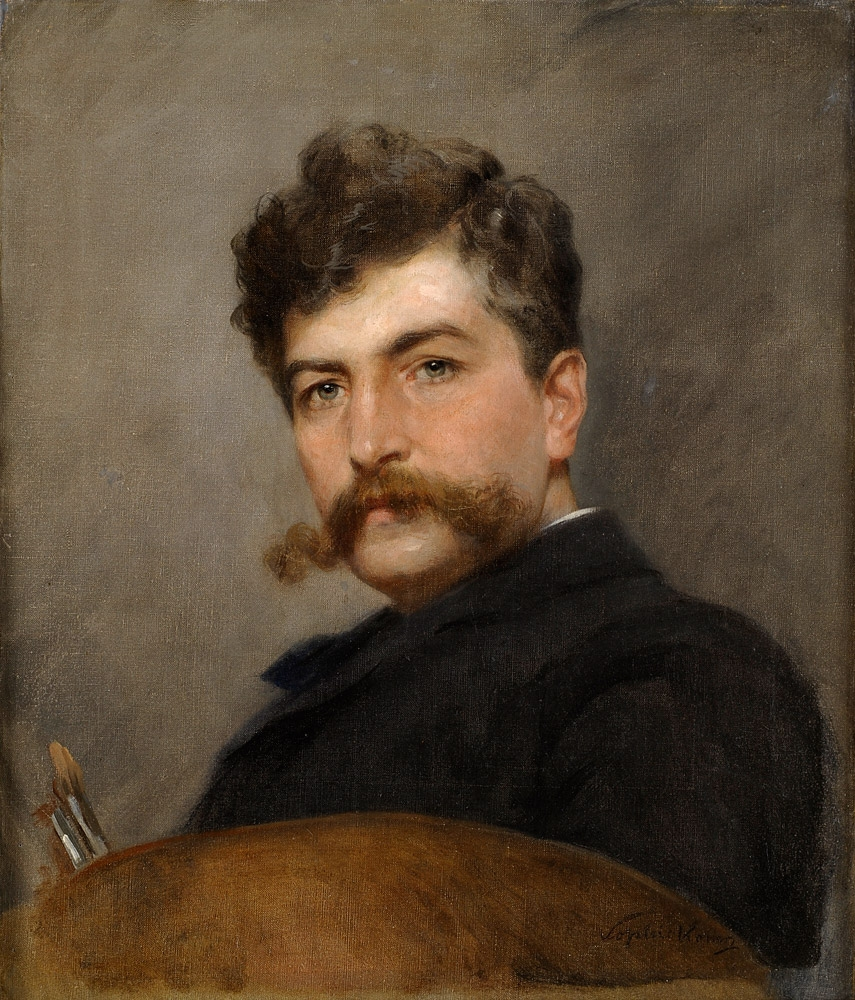
マックス・コーナーの肖像画
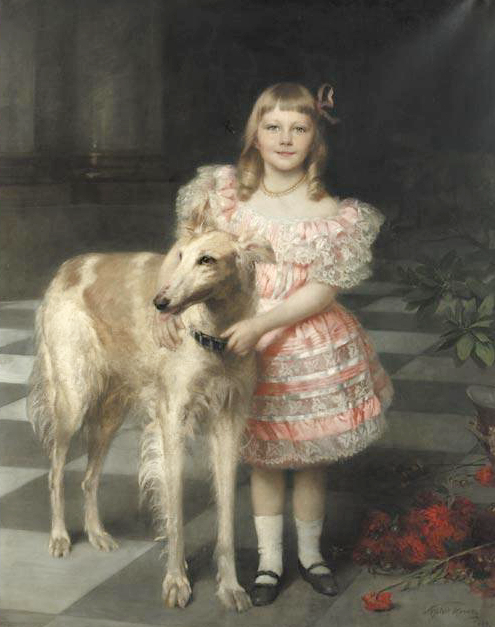
プロイセン皇女ヴィクトリア (1896)
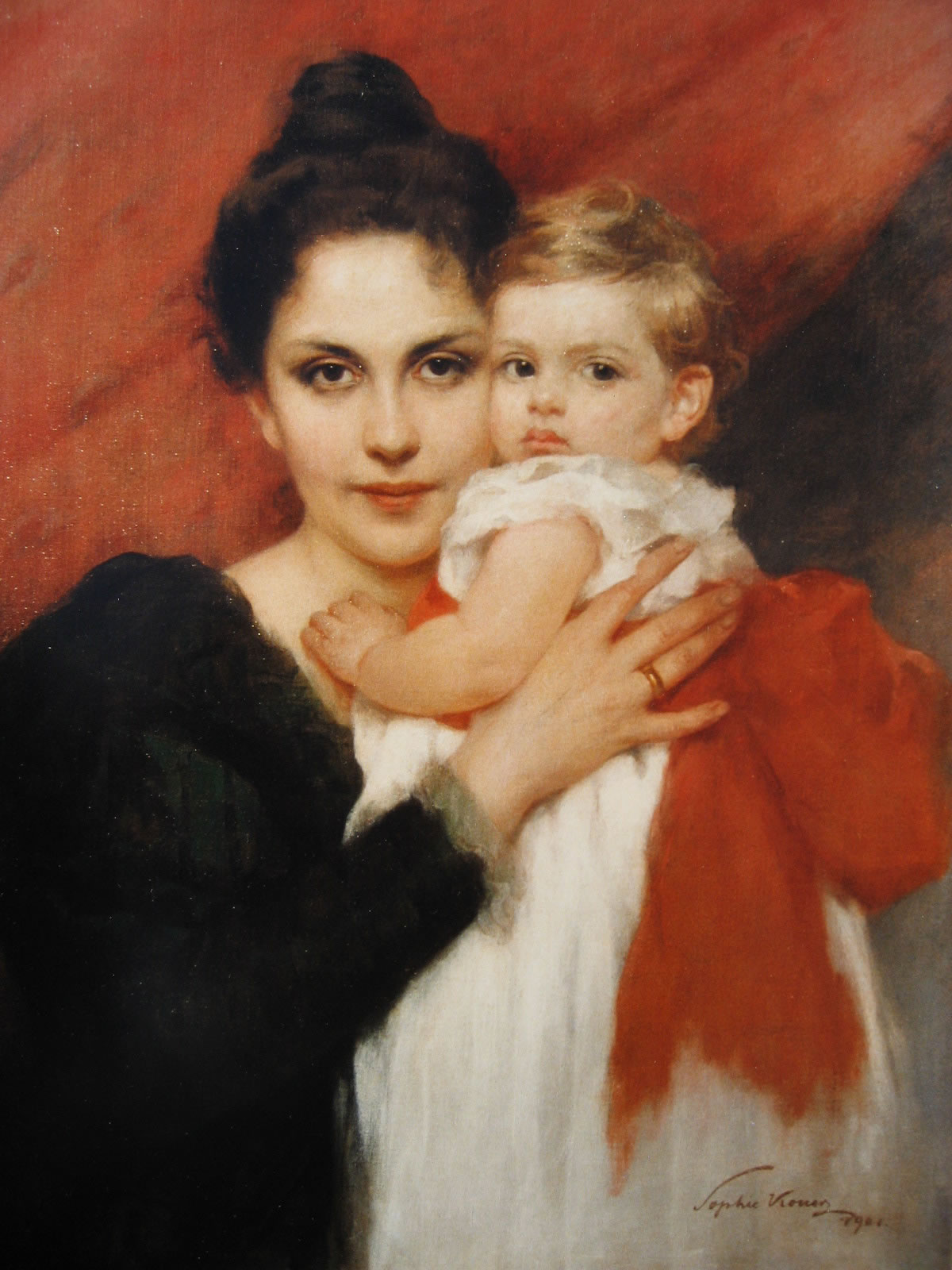
Maria Klemperer と息子のOtto Klemperer(1901)
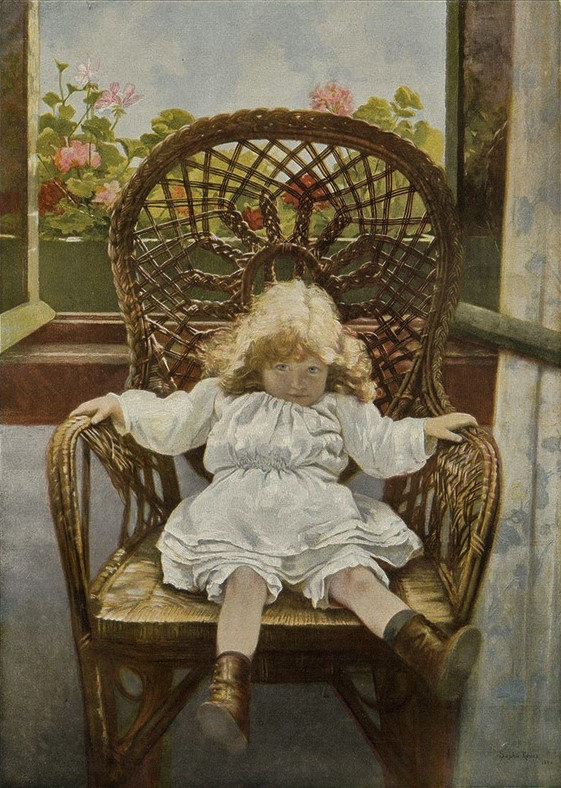
(1905)